# 宁乡县第六高级中学
宁乡县第六高级中学，位于湖南省长沙市宁乡县老粮仓镇，为宁乡县高级中学之一。

## 历史
1942年，谢友仁和谢仁卿两人在老粮仓镇建立了一所学校，名叫“湖南私立友仁初级中学”，简称“友仁中学”，第一任校长为谢仙桂，当时只招收小学生和初中生。
1956年，中共宁乡县人民政府接收湖南私立友仁初级中学，并且改名为：“宁乡县第六高级中学”，谢觉哉的儿子谢子谷曾出任校长。

## 文化传统

### 校训
湖南私立友仁初级中学时期，校训为《论语》中的“以文会友，以友辅仁；以文会友，取善辅仁”。
现今校训：修德育人，立己立人

### 校风
勤奋、团结、求实、开拓

### 学风
尊师、刻苦、多思、进取

### 教风
爱生、严谨、善导、探索

### 校歌
宁乡六中校歌
沩山之巅
望北罘罳双乳
诸峰矗立
如花束
山川灵毓产贤豪
吾校吾中
诞文教
立己立人
教忠教义
家族如斯
国族如斯
人文蔚然如飞豹

## 知名校友
- 欧阳笃材（中国艺术家）
- 林从龙（中国诗人）
- 周里冰（长沙市人大常委会副主任）
- 青连斌（中共中央党校社会学教研室副主任）
- 尹邦良（中南大学湘雅二医院院长）
- 张泽咸（中国历史学家）
- 谭甲南（湖南省永州军分区司令员）
- 秦石桥（国防科技大学理学院院长）